# Farmington (New Hampshire)
Farmington – miasto w Stanach Zjednoczonych, w stanie New Hampshire, w hrabstwie Strafford.